# Arbeitnehmer-Zentrum Königswinter

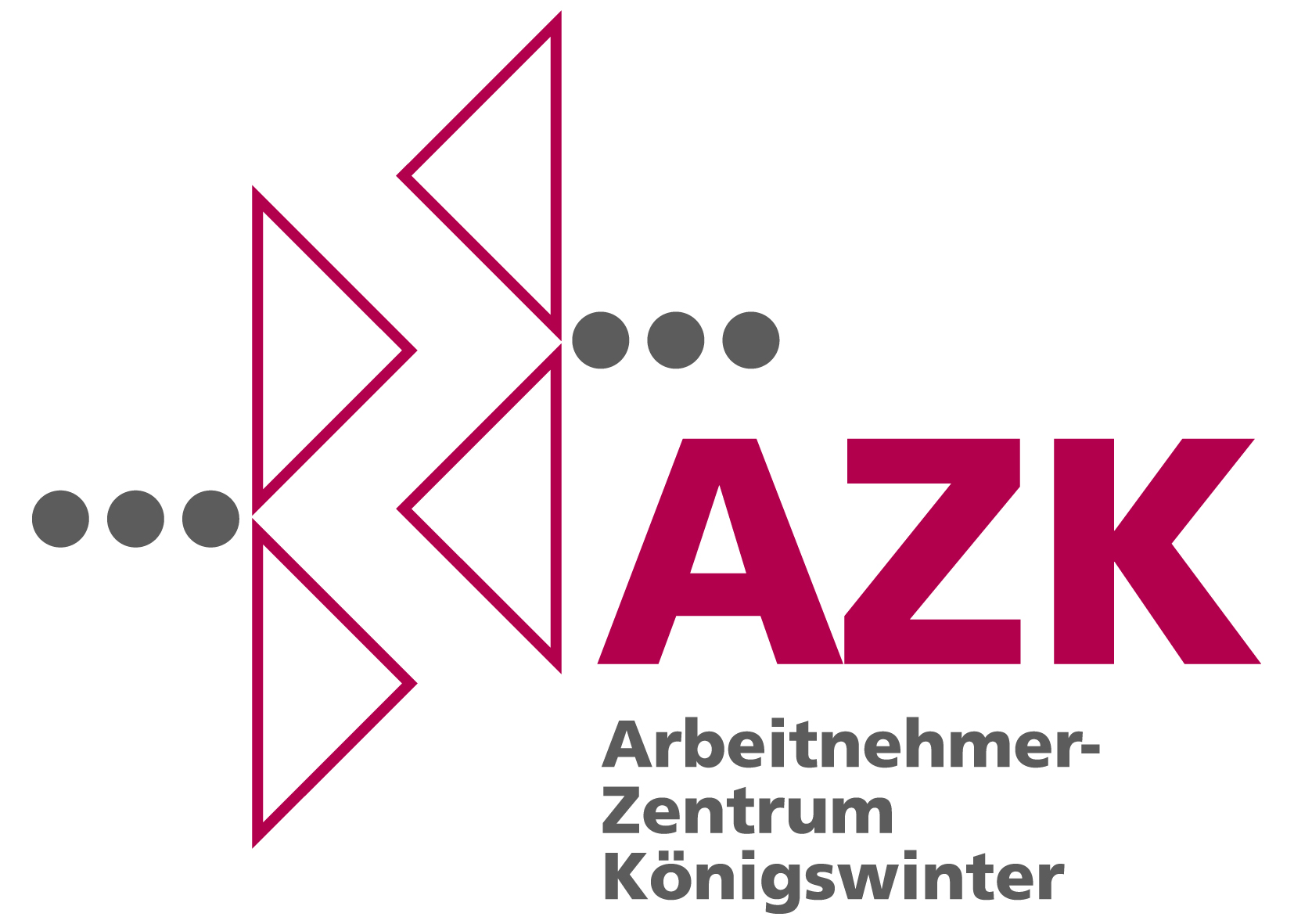
Logo des Arbeitnehmer-Zentrums Königswinter

Das Arbeitnehmer-Zentrum Königswinter (AZK) ist das Bildungs- und Tagungshaus der Stiftung Christlich-Soziale Politik e. V. (CSP). Es ist eine Einrichtung der politischen Jugend- und Erwachsenenbildung anerkannt vom Land NRW und dem Bund. Ein Schwerpunkt der Bildungsarbeit sind Schulungen für Betriebs- und Personalräte nach dem Betriebsverfassungsgesetz und dem Personalvertretungsgesetz. Das Bildungs- und Tagungshaus befindet sich direkt am Rheinufer in der Johannes-Albers-Allee am Südrand des Königswinterer Stadtteils Niederdollendorf. Das Haus liegt eingebettet im Siebengebirge mit dem Petersberg und Drachenfels.

## Geschichte

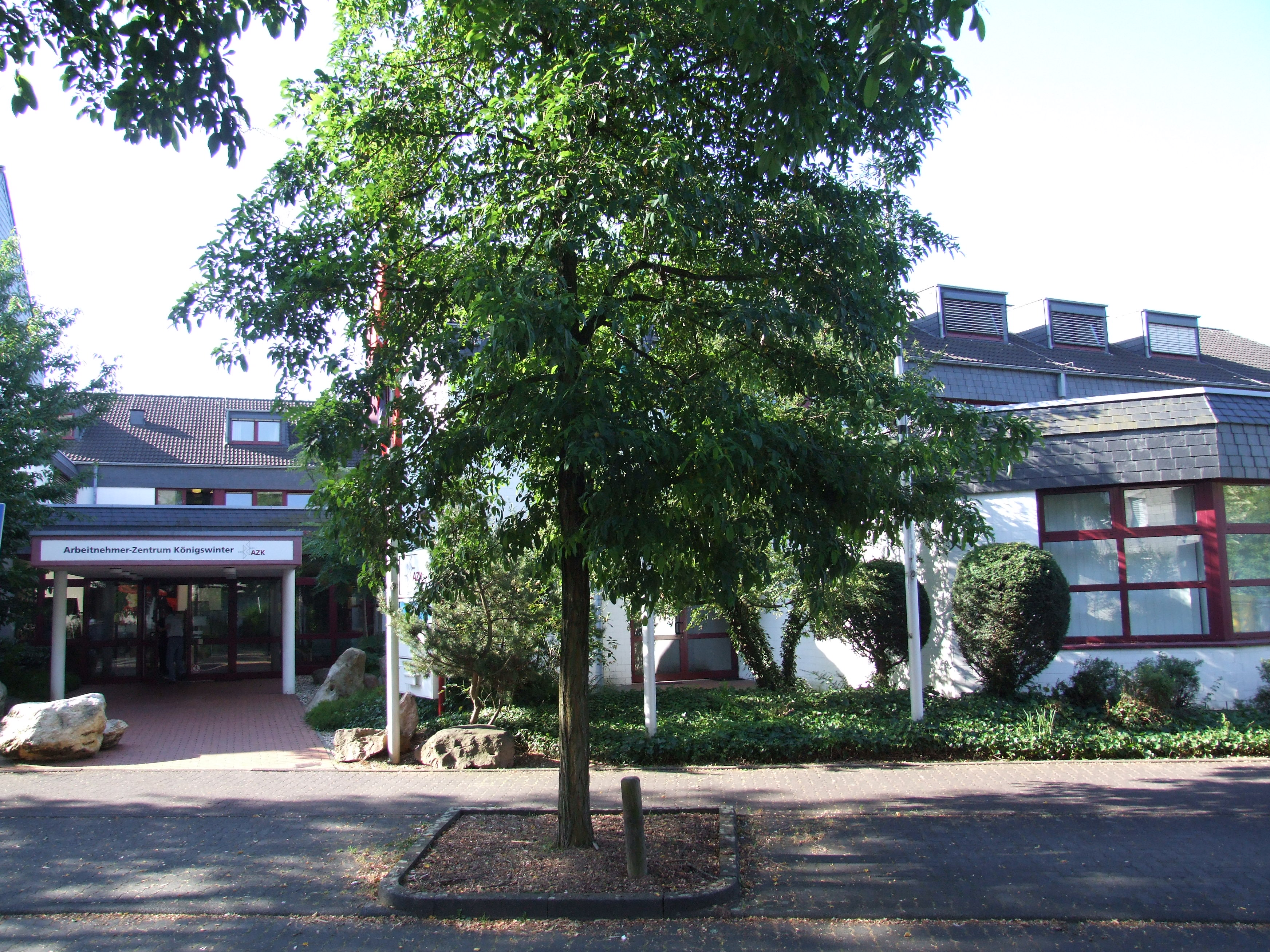
Arbeitnehmer-Zentrum Königswinter

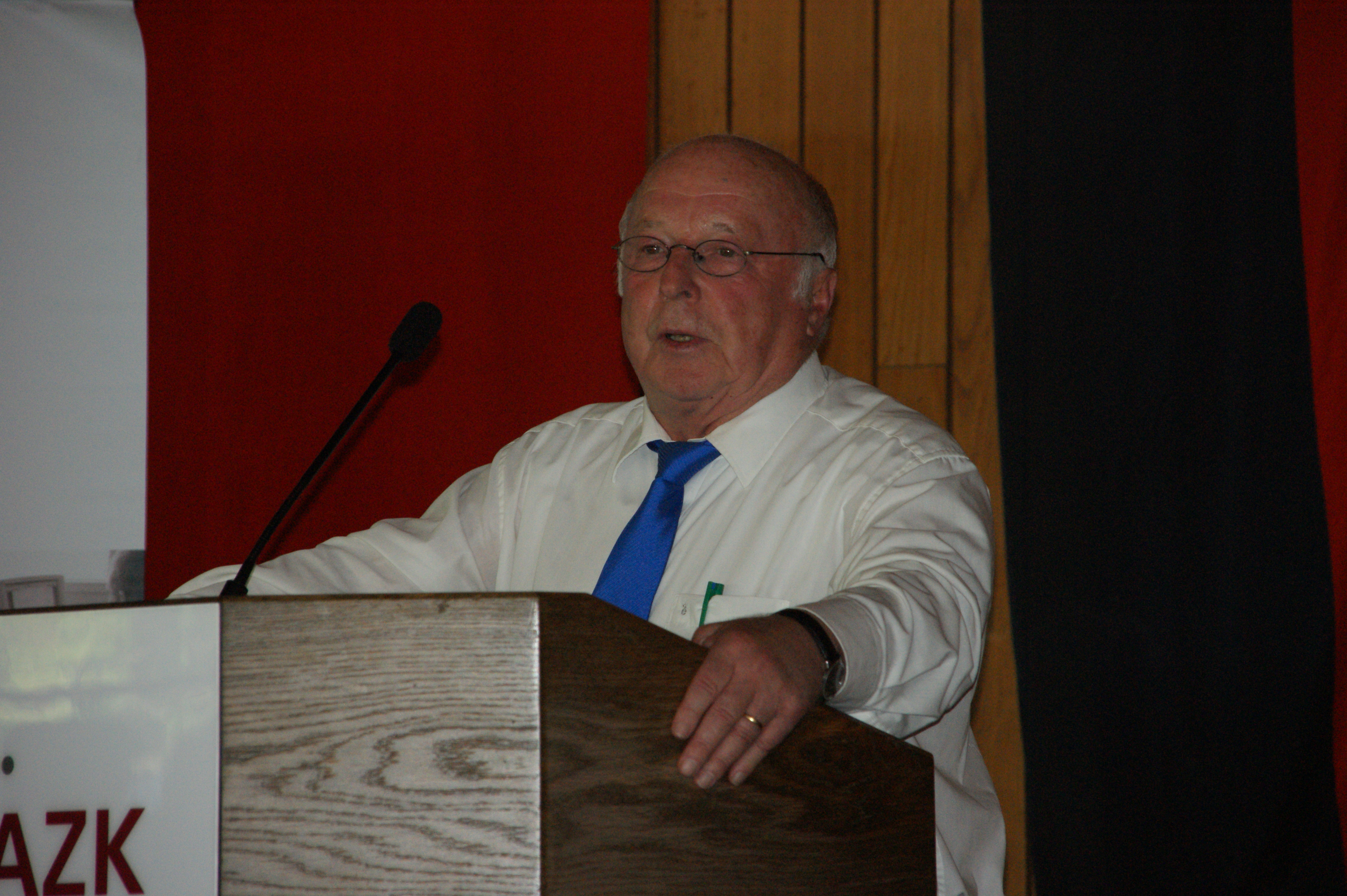
Norbert Blüm bei der Veranstaltung „25 Jahre AZK“

Bereits 1925 wurde in Königswinter christlich-soziale Arbeitnehmerbildung durch die christlichen Gewerkschaften in der Weimarer Republik durchgeführt. Der Verein Arbeiterwohl e. V. in Köln hatte sich dem Thema der Bildungsarbeit verschrieben und im Adam-Stegerwald-Haus ein Tagungshaus betrieben, bis das NS-Regime diese Tätigkeiten unterband. In dieser christlich-sozialen Tradition erfolgte 1978 die Gründung der Stiftung Christlich-Soziale Politik e. V. (CSP); im Oktober 1986 wurde die Weiterbildungsstätte der Stiftung, das AZK, in Anwesenheit vom damaligen Bundeskanzler Helmut Kohl und Bundesarbeitsminister Norbert Blüm eröffnet und bietet seitdem politische Arbeitnehmerbildung auf einem christlich-sozialen Wertefundament an. Bis zur Verlegung des Regierungssitzes nach Berlin (1999/2000) hatte auch die Christlich-Demokratische Arbeitnehmerschaft (CDA) ihren Sitz im Bildungs- und Tagungshaus der Stiftung CSP.

## AZK heute
Hauptamtliche Bildungsreferenten bieten politische Bildung wie auch berufliche Weiterqualifizierung für verschiedene Zielgruppen an. So finden Seminare und Veranstaltungen in einem Bildungsprogramm statt, das in der Regel folgende Themenbereiche abdeckt:
- Mitbestimmung und Arbeitnehmervertretung (Jugend- und Auszubildendenvertretung, Mitarbeitervertretung, Schwerbehindertenvertretung)
- Seminare für Betriebs- und Personalräte
- Gewerkschaftliche Seminare
- Sozialpolitik und Gesellschaftspolitik
- Wirtschafts- und Finanzpolitik
- Frauen- und Familienpolitik
- außerschulische politische Kinder- und Jugendbildung
- Seniorenbildung
- Entwicklungszusammenarbeit
- Internationale Politik
- Zeitgeschichte

Das Bildungswerk ist eine staatlich anerkannte Einrichtung der politischen Jugend- und Erwachsenenbildung und wird vom Bund, dem Land NRW wie auch dem Land Rheinland-Pfalz gefördert.

## Stiftung CSP e. V.

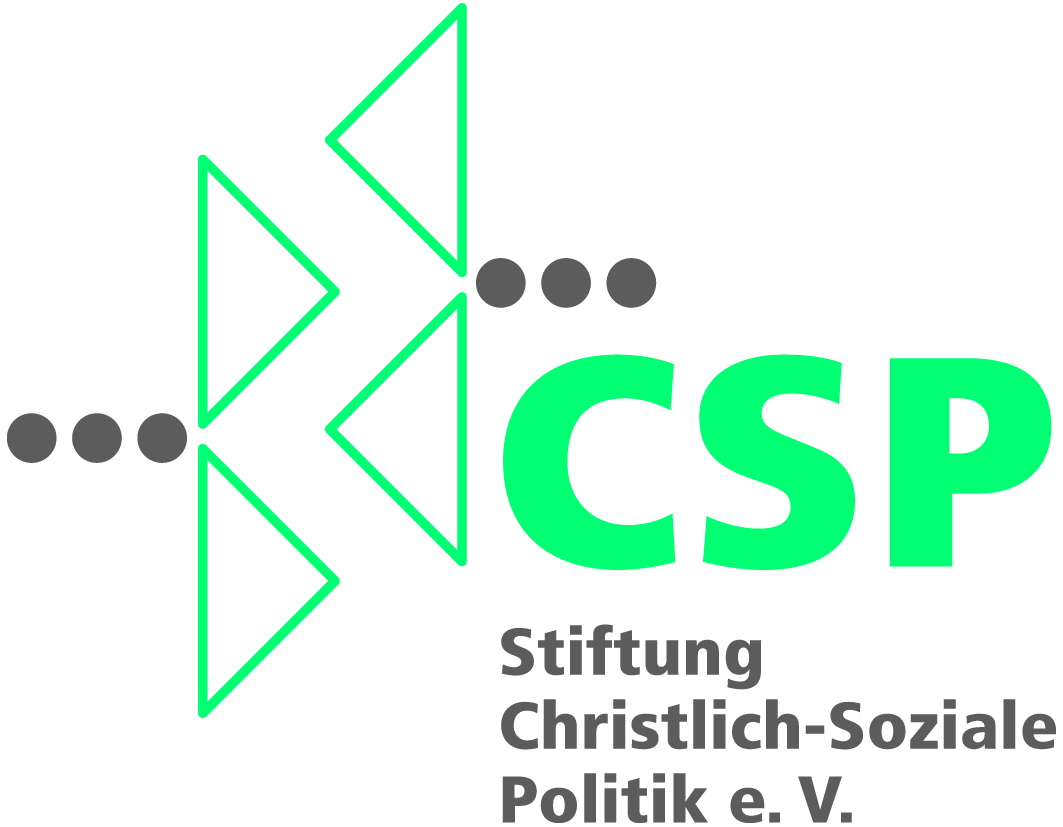
Logo der Stiftung

Die Stiftung Christlich-Soziale Politik e. V. hat es sich zur Aufgabe gemacht, die christlich-soziale Idee in Gesellschaft, Gewerkschaften und Politik voranzutreiben. Zu diesem Zweck werden Bildungsprogramme initiiert und Seminare, Konferenzen wie auch Fachtagungen bundesweit angeboten. Zum 1. Oktober 2016 wurde die Johannes-Albers-Bildungsforum gGmbH von der Stiftung CSP e. V. ins Leben gerufen, um ihre Bildungsaktivität zu bündeln. Die Stiftung ist der Christlich-Demokratischen Arbeitnehmerschaft (CDA), der Arbeitnehmerorganisation der CDU, eng verbunden. Das Bildungswerk ist seit November 2017 rezertifiziert nach DIN EN ISO 9001:2015. Im Jahr 2017 wurde der Hotel-Bereich über die DEHOGA rezertifiziert und mit „3 Sterne *** Superior“ ausgezeichnet. Die Stiftung CSP e. V. publiziert eine Schriftenreihe unter dem Titel Königswinterer Notizen.

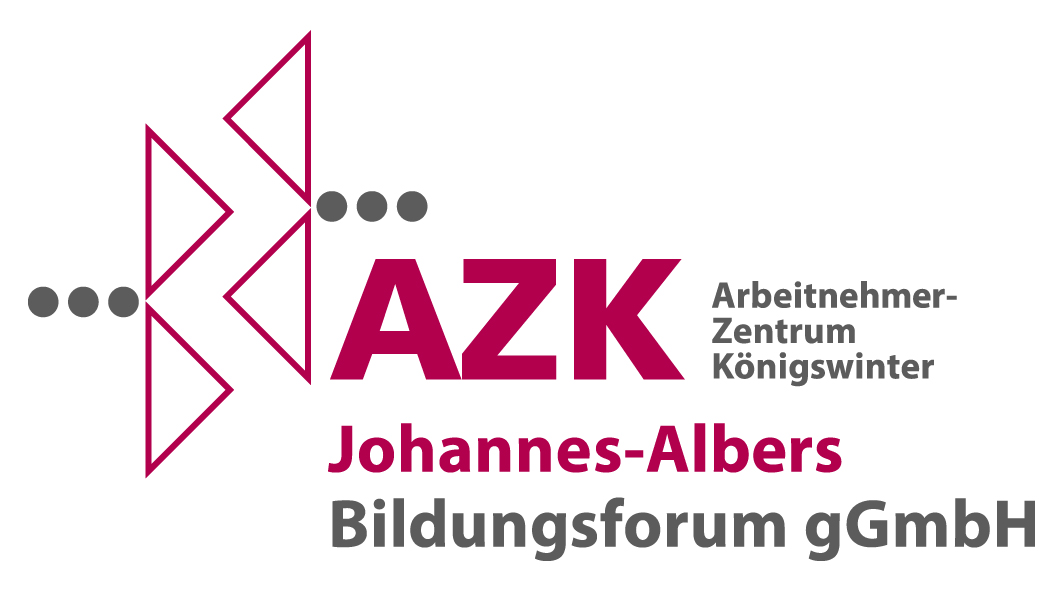
Logo der gGmbH

## Kooperationen
Das AZK arbeitet mit Partnern der politischen Bildung wie Gewerkschaften und Berufsverbänden oder kirchlichen Gruppen zusammen. Auf europäischer Ebene findet in Zusammenarbeit mit dem Europäischen Zentrum für Arbeitnehmerfragen (EZA) ein reger Austausch mit anderen Arbeitnehmerorganisationen in Europa statt. Des Weiteren ist die Stiftung CSP Mitglied beim Arbeitskreis der Bildungsstätten und Akademien in Nordrhein-Westfalen (ABA) sowie im Verband der Bildungszentren im ländlichen Raum e. V. „Lernen im Grünen“ und hält so Kontakte zu Weiterbildungseinrichtungen deutschlandweit.